# Concejo Municipal de San Ramón
El Concejo Municipal de San Ramón es el máximo órgano político del cantón de San Ramón, segundo de la provincia de Alajuela en Costa Rica. Conforma junto con el Alcalde el gobierno local siendo un órgano colegiado y sus miembros designados por elección popular.

## Historia
San Ramón fue colonizado muy tempranamente en la historia de Costa Rica. El reconocimiento formal de la localidad se dio mediante el decreto del 19 de enero del año 1844 emitido por el jefe de Estado José María Alfaro Zamora.
El 15 de enero de 1877, veintiún años después de creado el cantón, se llevó a cabo la primera sesión del Concejo de San Ramón integrado por los regidores propietarios Juan Vicente Acosta, presidente: Carmen Solano, vicepresidente; y Lucas Caballero. El jefe político fue Daniel Castillo.

## Conformación del Concejo
| Partido | Partido                         | Regidores propietarios                                                              | Regidores suplentes                                                                  |
| ------- | ------------------------------- | ----------------------------------------------------------------------------------- | ------------------------------------------------------------------------------------ |
|         | Partido Liberación Nacional     | Hermelink Johan Chinchilla Corrales Iracema Cruz Jiménez Carlos Greivin Rojas Salas | Olivier Robles Alvarado María Teresa Orozco Delgado Luis Fernando Villalobos Jiménez |
|         | Partido Unidad Social Cristiana | Brayan Josué Loría Rojas Ilse Fiorella Apú Peña Nelson Elías Mora Gonzále           | Xinia Claret Orozco Rodríguez Alejandro Josué Segura Cubero Irene Alpízar Cruz       |
|         | Partido Nueva República         | Vilma Patricia Fallas Méndez                                                        | Lohana Gabriela Cubero Cárdenas                                                      |

## Síndicos por distrito
- San Ramón Centro: Daniel Jackson Mejía -  Propietario; Keiry Raquel Steller Castro - Suplente
- Santiago: Ronald Mauricio Cruz Ramírez
- San Juan: Marianela Mora Alpízar - Propietaria; José Pablo Sauza Segura - Suplente
- Piedades Norte: Víctor Hugo Ulate Oreamuno - Propietario; Nixya María Rodríguez Carvajal - Suplente
- Piedades Sur: Gilbert Quesada Hernández - Propietario; Nancy Milena Campos Badilla - Suplente
- San Rafael: Braulio Campos Suárez - Propietario; Angelica Quesada Hernández - Suplente
- San Isidro: William Ávalos Esquivel- Propietario; Lidieth Rodríguez Ávila- Suplente
- Ángeles: Luis Carlos Robles Chaves - Propietario; Vera Beatriz Villalobos Álvarez - Suplente
- Alfaro: Oscar Mario Esquivel Monge - Propietario; Xiomara Rebeca Villalobos Ramírez - Suplente
- Volio: Diego Armando Rojas Zamora - Propietario; Llendry De Los Ángeles Corrales Rodríguez - Suplente
- Concepción: Irene María Ramírez Méndez - Propietaria; Alejandro Quesada Murillo - Suplente
- Zapotal: Félix Ángel Ramírez Salas - Propietario; Andrea Del Carmen Hernández Jiménez - Suplente
- San Lorenzo: María Eugenia Alvarado González - Propietaria; Luis Fernando Rodríguez Ramírez - Suplente

## Alcalde
- María Gabriela Jiménez Corrales[1] (PUSC)